# Кайнц, Флориан
Фло́риан Кайнц (нем. Florian Kainz; род. 24 октября 1992[…], Грац) — австрийский футболист, полузащитник клуба «Кёльн» и сборной Австрии. Участник чемпионата Европы 2024 года.

## Клубная карьера
Кайнц — воспитанник клуба «Штурм» из своего родного города. 24 октября 2010 года в матче против «Ред Булла» он дебютировал в австрийской Бундеслиге. 23 апреля 2011 года в поединке против «Капфенберга» Флориан забил свой первый голы команду из Граца. В своём первом сезоне он помог «Штурму» выиграть чемпионат.
Летом 2014 года Кайнц перешёл в венский «Рапид». 2 августа в матче против «Адмиры Ваккер» он дебютировал за новую команду. В этом же поединке Флориан забил свой первый гол за столичный клуб. 29 июля в матче квалификации Лиги чемпионов против амстердамского «Аякса» Канц забил гол.
Летом 2016 года Флориан перешёл в немецкий «Вердер», подписав контракт на четыре года. Сумма трансфера составила 3,5 млн евро. 17 сентября в матче против мёнхенгладбахской «Боруссии» он дебютировал в Бундеслиге. 18 марта 2017 года в поединке против «РБ Лейпциг» Флориан забил свой первый гол за «Вердер».
В начале 2019 года Кайнц перешёл в Кёльн, подписав контракт на 3,5 года. Сумма трансфера составила 3 млн. евро. 31 января в матче против берлинского «Униона» он дебютировал во Второй Бундеслиге. 11 августа в поединке Кубка Германии против «Веена» Флориан забил свой первый гол за «Кёльн». По итогам дебютного сезона игрок помог клубу вернуться в элиту. В январе 2023 года он продлил контракт с клубом до 2025 года.

## Международная карьера
17 ноября 2015 года в товарищеском матче против сборной Швейцарии Кайнц дебютировал за сборную Австрии, заменив во втором тайме Юлиана Баумгатлингера. 27 марта 2023 года в отборочном матче чемпионата Европы 2024 против сборной Эстонии Кайнц забил свой первый гол за национальную команду. 
В 2024 году Кайнц принял участие в чемпиоанте Европы в Германии. На турнире он был запасным и на поле не вышел.

### Голы за сборную Австрии
| # | Дата          | Место                           | Противник | Счёт | Результат | Соревнование                       |
| - | ------------- | ------------------------------- | --------- | ---- | --------- | ---------------------------------- |
| 1 | 27 марта 2023 | Райффайзен Арена, Линц, Австрия | Эстония   | 1:1  | 2:1       | Чемпионат Европы 2024 квалификация |

| №  | Дата            | Оппонент             | Счёт | Голы | Пасы | Карточки | Минуты | Соревнование             |
| -- | --------------- | -------------------- | ---- | ---- | ---- | -------- | ------ | ------------------------ |
| 1  | 17 ноября 2015  | Швейцария            | 1:2  | —    | —    | —        | 8'     | Товарищеский матч        |
| 2  | 11 июня 2017    | Ирландия             | 1:1  | —    | —    | —        | 90'    | Отбор ЧМ-2018 (группа D) |
| 3  | 5 сентября 2017 | Грузия               | 1:1  | —    | —    | 53'      | 90'    | Отбор ЧМ-2018 (группа D) |
| 4  | 6 октября 2017  | Сербия               | 3:2  | —    | —    | —        | 61'    | Отбор ЧМ-2018 (группа D) |
| 5  | 9 октября 2017  | Молдова              | 1:0  | —    | —    | —        | 59'    | Отбор ЧМ-2018 (группа D) |
| 6  | 14 ноября 2017  | Уругвай              | 2:1  | —    | —    | —        | 59'    | Товарищеский матч        |
| 7  | 23 марта 2018   | Словения             | 3:0  | —    | —    | —        | 23'    | Товарищеский матч        |
| 8  | 27 марта 2018   | Люксембург           | 4:0  | —    | —    | —        | 62'    | Товарищеский матч        |
| 9  | 30 мая 2018     | Россия               | 1:0  | —    | —    | —        | 72'    | Товарищеский матч        |
| 10 | 2 июня 2018     | Германия             | 2:1  | —    | —    | —        | 2'     | Товарищеский матч        |
| 11 | 12 октября 2018 | Северная Ирландия    | 1:0  | —    | —    | —        | 7'     | Лига наций 18/19 (В)     |
| 12 | 16 октября 2018 | Дания                | 0:2  | —    | —    | —        | 45'    | Товарищеский матч        |
| 13 | 15 ноября 2018  | Босния и Герцеговина | 0:0  | —    | —    | —        | 45'    | Лига наций 18/19 (В)     |
| 14 | 24 марта 2019   | Израиль              | 2:4  | —    | —    | —        | 5'     | Отбор ЧЕ-2020 (группа G) |
| 15 | 7 июня 2019     | Словения             | 1:0  | —    | —    | —        | 1'     | Отбор ЧЕ-2020 (группа G) |
| 16 | 13 октября 2019 | Словения             | 1:0  | —    | —    | —        | 1'     | Отбор ЧЕ-2020 (группа G) |

Итого: сыграно матчей: 16 / забито голов: 0; победы: 10, ничьи: 3, поражения: 3.

## Достижения
Клубные
 «Штурм»
- Победитель австрийской Бундеслиги: 2010/11

 «Кёльн»
- Победитель Второй Бундеслиги: 2018/19